# Fujiwara

Ätten Fujiwaras emblem (mon)

Fujiwara var en inflytelserik japansk adelsätt som fram till 1800-talet innehade alla höga ämbeten vid det kejserliga hovet.
Ätten grundades av Nakatomi no Kamatari när han erhöll namnet Fujiwara av kejsar Tenchi, som han stått nära och assisterat i taikareformerna. Den fortsatt nära förbindelsen till kejsarna etablerades av den förste Fujiwaras son Fuhito, som gifte in två av sina döttrar i kejsarfamiljen. Fuhitos söner grundade fyra olika släktgrenar, och av dem, den norra grenen (Hokke) blev dominerande under Heianperioden. Ättens makt tryggades 880 av den nya titeln kampaku (ungefär motsvarande riksföreståndare) som Fujiwara-ätten gavs ensamrätt till. Dessutom kunde kejsargemål endast väljas bland Fujiwara-döttrar. Efter detta fanns alltså ständigt en regent vid sidan om kejsaren, som dessutom var släkt med denne på mödernet. Under 1100-talet övergick den politiska makten i Japan från kuge (hovadel) till en ny krigarklass, buke/bushi, och ätterna Taira och Minamoto tog över